# Karra Elejalde
Carlos Elejalde Garay, más conocido como Karra Elejalde (Vitoria, 10 de octubre de 1960), es un actor, director de cine y guionista español.

## Biografía
Hijo de un músico y un ama de casa, hasta los 14 años vivió en Salinas de Léniz (Guipúzcoa). Empezó a estudiar para ser electricista y durante su periodo de Formación Profesional cursó estudios dramáticos e impartió cursos de interpretación en el Campus Molinuevo (Vitoria). También cursó estudios de pintura y escultura en Mendizabala de Vitoria.

### Trayectoria profesional
Elejalde tiene una trayectoria polifacética que pasa por la fundación de grupos de teatro y su trabajo como actor de cine hasta escribir letras de canciones para conjuntos de rock vasco como Hertzainak o Korroskada.
Según él mismo ha contado, cuando fue a la mili conoció al actor Toño Sampedro, quien le propuso incorporarse a su compañía La Farándula, y poco después debutó en el espectáculo Adiós, hasta huevo, en el que interpretó a once personajes.
Criado artísticamente en el contexto del teatro vasco independiente, enrolado en compañías como Grupo Samaniego, La Farándula, Klacatrak y Ttipi-Ttapa teatro, y en distintos tipos de espectáculos teatrales, destacó en la trilogía de monólogos Etc, Etc... (1988), La Kabra tira al monte (1997) y La Kabra y Miss Yoe's (2006).
En 1987 debutó en el mundo del cine con el largometraje A los cuatro vientos, si bien será su asociación con los dos grandes emblemas de la nueva generación de cineastas vascos, Juanma Bajo Ulloa y Julio Medem, lo que dispara definitivamente su carrera en el celuloide.
Fundamentalmente es actor, aunque ha sido guionista y director de dos de sus películas: Torapia (2004) y Año mariano (1999). En esta última ha estado en muy estrecha colaboración con Fernando Guillén Cuervo, ya que compartía con él las mismas funciones de director, actor y guionista.
Elejalde ha rodado con algunos de los directores más destacados de España, como José Antonio Zorrilla, Julio Médem, Álex de la Iglesia, Juanma Bajo Ulloa e Iciar Bollain, quien le dirige en la película También la lluvia (2010), y le vale el Premio Goya como Mejor actor de reparto por su doble interpretación de Cristóbal Colón y el actor que lo interpreta, Antón, un hombre enfermo y alcohólico. En 2014 volvió a ganar el Goya en la misma categoría por la taquillera Ocho apellidos vascos, de Emilio Martínez-Lázaro. También ha participado en Mientras dure la guerra, de Alejandro Amenábar, interpretando el papel de Miguel de Unamuno (2019).

## Vida personal
Estuvo casado con la actriz Sílvia Bel, con quien tiene una hija, Ainara.

## Cine
| Año  | Película                                     | Personaje                | Director                                       | Nota     |
| ---- | -------------------------------------------- | ------------------------ | ---------------------------------------------- | -------- |
| 1987 | A los cuatro vientos                         |                          | José Antonio Zorrilla                          |          |
| 1990 | Sauna                                        | Johnny                   | Andreu Martín                                  |          |
| 1991 | Alas de mariposa                             | Vecino                   | Juanma Bajo Ulloa                              |          |
| 1992 | Acción mutante                               | Manitas                  | Álex de la Iglesia                             |          |
| 1992 | Vacas                                        | Ilegorri / Lucas         | Julio Medem                                    |          |
| 1993 | Kika                                         | Policía Mario            | Pedro Almodóvar                                |          |
| 1993 | La ardilla roja                              | Antón                    | Julio Medem                                    |          |
| 1993 | La madre muerta                              | Ismael López de Matako   | Juanma Bajo Ulloa                              |          |
| 1994 | La leyenda de un hombre malo                 |                          | Myriam Ballesteros                             |          |
| 1994 | Días contados                                | Rafa                     | Imanol Uribe                                   |          |
| 1994 | Enciende mi pasión                           | Bruno                    | José Miguel Ganga                              |          |
| 1995 | Entre rojas                                  | Padre de Lucía           | Azucena Rodríguez                              |          |
| 1995 | Salto al vacío                               | Juancar                  | Daniel Calparsoro                              |          |
| 1995 | Tatiana, la muñeca rusa                      | Joaquín                  | Santiago San Miguel                            |          |
| 1996 | Adán y Eva                                   | Rafael                   | Joaquim Leitão                                 |          |
| 1996 | Best Seller: El premio                       | Sergio                   | Carlos Pérez Ferré                             |          |
| 1996 | Corsarios del chip                           | Roberto Mesa             | Rafael Alcázar                                 |          |
| 1996 | El dedo en la llaga                          | Eduardo                  | Alberto Lecchi                                 |          |
| 1996 | Tierra                                       | Patricio                 | Julio Medem                                    |          |
| 1997 | Airbag                                       | Juantxo                  | Juanma Bajo Ulloa                              |          |
| 1997 | La pistola de mi hermano                     | Inspector                | Ray Loriga                                     |          |
| 1998 | Novios                                       | José                     | Joaquim Oristrell                              |          |
| 1999 | Un dulce olor a muerte                       | El Gitano                | Gabriel Retes                                  |          |
| 1999 | Año mariano                                  | Mariano                  | Karra Elejalde Fernando Guillén Cuervo         | Director |
| 1999 | Los sin nombre                               | Bruno Massera            | Jaume Balagueró                                |          |
| 2000 | Visionarios                                  | Padre Laburu             | Manuel Gutiérrez Aragón                        |          |
| 2001 | Demasiado amor                               |                          | Ernesto Rimoch                                 |          |
| 2001 | El rey de la granja                          |                          | Gregorio Muro y Carlos Zabala                  |          |
| 2001 | Lázaro de Tormes                             | Arcipreste               | Fernando Fernán Gómez José Luis García Sánchez |          |
| 2001 | Marujas asesinas                             | Lalo                     | Javier Rebollo                                 |          |
| 2002 | El bosque                                    | Velasco                  | Leonel Vieira                                  |          |
| 2002 | Carne de gallina                             | Gelín                    | Javier Maqua                                   |          |
| 2002 | Nos miran                                    | Medina                   | Norberto López Amado                           |          |
| 2004 | El Calentito                                 | Pepe                     | Chus Gutiérrez                                 |          |
| 2004 | Torapia                                      | Basilio                  | Karra Elejalde                                 | Director |
| 2005 | Locos por el sexo                            | Ramón                    | Javier Rebollo                                 |          |
| 2007 | Los cronocrímenes                            | Héctor                   | Nacho Vigalondo                                |          |
| 2010 | También la lluvia                            | Antón / Cristóbal Colón  | Icíar Bollaín                                  |          |
| 2010 | Biutiful                                     | Mendoza                  | Alejandro González Iñárritu                    |          |
| 2012 | Invasor                                      | Baza                     | Daniel Calparsoro                              |          |
| 2012 | Miel de naranjas                             | Don Eladio               | Imanol Uribe                                   |          |
| 2014 | A Esmorga                                    | Bocas                    | Ignacio Vilar                                  |          |
| 2014 | Ocho apellidos vascos                        | Koldo                    | Emilio Martínez-Lázaro                         |          |
| 2014 | Mortadelo y Filemón contra Jimmy el Cachondo | Mortadelo                | Javier Fesser                                  | Voz      |
| 2015 | Ocho apellidos catalanes                     | Koldo                    | Emilio Martínez-Lázaro                         |          |
| 2015 | Rey gitano                                   | Jose Mari                | Juanma Bajo Ulloa                              |          |
| 2016 | Embarazados                                  | Ginecólogo               | Juana Macías                                   |          |
| 2016 | 100 metros                                   | Manolo                   | Marcel Barrena                                 |          |
| 2016 | 1898: Los últimos de Filipinas               | Fray Carmelo             | Salvador Calvo                                 |          |
| 2017 | La higuera de los bastardos                  | Rogelio                  | Ana Murugarren                                 |          |
| 2017 | Operación Concha                             | Marcos Ruiz de Aldazábal | Antonio Cuadri                                 |          |
| 2018 | Que baje Dios y lo vea                       | Padre Munilla            | Curro Velázquez                                |          |
| 2019 | Mientras dure la guerra                      | Miguel de Unamuno        | Alejandro Amenábar                             |          |
| 2019 | La pequeña Suiza                             | Peio                     | Kepa Sojo                                      |          |
| 2021 | Bajocero                                     | Miguel                   | Lluís Quílez                                   |          |
| 2021 | Poliamor para principiantes                  | Satur                    | Fernando Colomo                                |          |
| 2022 | La vida padre                                | Juan                     | Joaquín Mazón                                  |          |
| 2022 | Vasil                                        | Alfredo                  | Avelina Prat                                   |          |
| 2022 | Llegaron de noche                            | Ignacio Ellacuría        | Imanol Uribe                                   |          |
| 2022 | Reyes contra Santa                           | Melchor                  | Paco Caballero                                 |          |
| 2023 | Traición Santa                               |                          | Álex de la Iglesia                             |          |
| 2025 | Tierra de nadie                              |                          | Albert Pintó                                   |          |
| 2025 | Cataratas                                    |                          | Violeta Salama                                 |          |

## Televisión
- Bertan Zoro (ETB, 1991)
- Pepa y Pepe (TVE, 1995) como Tobías
- El síndrome de Ulises (Antena 3, 2008) como Augusto
- El chiringuito de Pepe (Telecinco, 2016) como Gaskon Gerrikagoitia
- El día de mañana (Movistar+, 2018) como Comisario Landa
- SOS alimentos, Karra al rescate (TVE, 2019) como presentador de programa cultural.
- La Fortuna (Movistar+, 2021) como Enrique Moliner.
- Segunda muerte (2024), como Tello

## Premios y nominaciones
Premios Goya
| Año  | Categoría                                   | Película                | Resultado |
| ---- | ------------------------------------------- | ----------------------- | --------- |
| 2010 | Mejor interpretación masculina de reparto   | También la lluvia       | Ganador   |
| 2015 | Mejor interpretación masculina de reparto   | Ocho apellidos vascos   | Ganador   |
| 2017 | Mejor interpretación masculina de reparto   | 100 metros              | Nominado  |
| 2019 | Mejor interpretación masculina protagonista | Mientras dure la guerra | Nominado  |

Medallas del Círculo de Escritores Cinematográficos
| Año  | Categoría              | Película                | Resultado |
| ---- | ---------------------- | ----------------------- | --------- |
| 2010 | Mejor actor secundario | También la lluvia       | Ganador   |
| 2014 | Mejor actor secundario | Ocho apellidos vascos   | Ganador   |
| 2019 | Mejor actor            | Mientras dure la guerra | Nominado  |

Premios Feroz
| Año  | Categoría                           | Película                | Resultado |
| ---- | ----------------------------------- | ----------------------- | --------- |
| 2015 | Mejor actor de reparto              | Ocho apellidos vascos   | Nominado  |
| 2019 | Mejor actor de reparto de una serie | El día de mañana        | Nominado  |
| 2020 | Mejor actor protagonista            | Mientras dure la guerra | Nominado  |
| 2022 | Mejor actor de reparto de una serie | La fortuna              | Nominado  |

Premios José María Forqué
| Año  | Categoría                      | Película                | Resultado |
| ---- | ------------------------------ | ----------------------- | --------- |
| 2014 | Mejor interpretación masculina | Ocho apellidos vascos   | Nominado  |
| 2020 | Mejor interpretación masculina | Mientras dure la guerra | Nominado  |

Premios Fotogramas de Plata
| Año  | Categoría             | Obra                    | Resultado |
| ---- | --------------------- | ----------------------- | --------- |
| 1997 | Mejor actor de teatro | La Kabra tira al monte  | Nominado  |
| 2020 | Mejor actor de cine   | Mientras dure la guerra | Nominado  |

Premios Mestre Mateo
| Año  | Categoría                                 | Película | Resultado |
| ---- | ----------------------------------------- | -------- | --------- |
| 2012 | Mejor interpretación masculina de reparto | Invasor  | Nominado  |

Otros reconocimientos
- En 2022, fue galardonado con la Medalla de Oro al Mérito en las Bellas Artes que otorga el Ministerio de Cultura de España.[5]
- Premio Ramón Labayen de Cine, entregado por Ulialde elkartea (2015).
- Premios Turia, Premio Especial por Ocho apellidos vascos (2014).
- Premio al Mejor actor en el II Festival de Cortometrajes Ciudad de Ávila por Loco con ballesta (2013).[6]
- Premio Ciudad de Arnedo del Festival Octubre Corto (2012).
- Premio Gutako Bat del KREA Expresión Contemporánea (2011).
- Premio Interpretación Ciudad de Benalmádena del Festival Internacional de Cortometrajes y Cine Alternativo de Benalmádena (2002).
- Reconocimientos por su interpretación en Año mariano (1999), de Karra Elejalde y Fernando Guillén Cuervo:
  - 2001: Premio de la Unión de Actores Vascos.
- Reconocimientos por su interpretación en La madre muerta (1993), de Juanma Bajo Ulloa:
  - 1996: Premio del Festival Internacional de Cine de Aubagne (Francia).
  - 1995: Premio del Fantasporto (Portugal).
  - 1995: Premio al Cine Vasco (III Edición) del periódico El Mundo.
- Premio de Honor de la Unión de Actores Vascos (1995).